# Matjaž Pungertar
Matjaž Pungertar, slovenski smučarski skakalec, * 14. avgust 1990.
Pungertar je v svetovnem pokalu debitiral 30. januarja 2011 v Willingenu, kjer je zasedel 45. mesto. Prvo uvrstitev med dobitnike točk je dosegel 9. decembra 2012, ko je osvojil 24. mesto na tekmi v Sočiju. V kontinentalnem pokalu je dosegel zmagi 12. in 13. januarja 2011 v južnokorejskem Alpensia Resortu ter še tri druga mesta, 8. januarja 2011 v Saporu, 12. februarja 2011 v Iron Mountainu in 12. marca 2011 v Wisłi. Najboljše uvrstitve v svetovnem pokalu je dosegel 13. decembra 2014, ko je na tekmi v Nižnem Tagilu osvojil sedmo mesto in dan za tem na istem prizorišču uvrstitev še izboljšal z osvojenim šestim mestom.